# Жан III д’Астарак
Жан III (фр. Jean III d’Astarac; ум. 1458) — граф Астарака с 1410 года. Сын Жана II.
В начале своего правления пытался основать в Астараке епископство с центром в г. Миранд. Заручившись поддержкой папы Иоанна XXIII, назначил епископом своего незаконнорождённого брата Боэмона. Однако этому воспротивился архиепископ Оша Беранже Гийо, который признавал законным понтификом авиньонского папу Бенедикта XIII. После долгих препирательств астаракская епископская кафедра была ликвидирована.
Первым браком Жан III женился (не ранее 1416 г.) на Жанне де Барбазан, дочери и наследнице Арно-Гильома, барона де Барбазан. Однако тот перед смертью лишил дочь наследства, завещав свои владения кузену — Бернару де Фодоа. Спор продолжался с 1432 по 1448 год. В итоге за графиней Астарака остались сеньории Гу, Бажонет, Кастельнаве, Марсельян и некоторые другие земли, а барония Барбазан отошла Бернару де Фодоа.
Вторым браком Жан III был женат (1452) на Жанне де Коарраз (Jeanne de Coarraze), дочери Раймона-Арно II, барона де Коарраз и д’Аспе. До выплаты приданого в размере 10 тысяч франков Раймон-Арно II оставил зятю в залог баронию Аспе. Впоследствии это стало причиной судебной тяжбы (1480-е гг.).
Жан III умер 1 сентября 1458 года. Дети:
- от первой жены — дочь Катерина (муж (1449) — Пьер де Фуа, виконт де Лотрек).
- от второй жены — сын Жан IV (ум. 1511) и дочь Мария, которая была замужем дважды: 1-й муж (1472) Шарль д’Альбре, сеньор де Сен-Базиль, 2-й муж Жан де Савеньяк, сеньор де Белькастель.